# Scottish League Challenge Cup 2017/18
Der Scottish League Challenge Cup wurde 2017/18 zum insgesamt 27. Mal ausgespielt. Der schottische Fußballwettbewerb, der offiziell als IRN-BRU Challenge Cup ausgetragen wurde, begann mit der ersten Runde am 15. August 2017 und endete mit dem Finale am 24. März 2018. Am Wettbewerb nahmen 56 Vereine teil: 30 Vereine aus der Scottish Professional Football League, 12 U-20-Mannschaften der Klubs aus der Scottish Premiership, jeweils vier Vereine aus der Highland und Lowland Football League, sowie jeweils zwei Vereine aus der nordirischen NIFL Premiership, irischen League of Ireland und walisischen Premier League. Titelverteidiger war Dundee United, das im Finale des Vorjahres gegen den FC St. Mirren gewann. Im diesjährigen Endspiel trafen der FC Dumbarton und Inverness Caledonian Thistle aufeinander. Dumbarton erreichte zum ersten Mal das Finale im Challenge Cup, und das erste nationale Endspiel seit 121 Jahren. Inverness nahm nach 2000, 2004 und 2010 zum vierten Mal teil. Inverness gewann das Finale mit 1:0 und damit zum zweiten Mal nach 2004 den Challenge Cup.

## Termine
Die Spielrunden wurden an folgenden Terminen ausgetragen:
- 1. Runde: 15./16. August 2017
- 2. Runde: 2./3. September 2017
- Achtelfinale: 7./8. Oktober 2017
- Viertelfinale: 11./12. November 2017
- Halbfinale: 17./18. Februar 2018
- Finale: 24. März 2018

## 1. Runde
Die 1. Runde wurde am 27. Juni 2017 ausgelost. Ausgetragen wurden die Begegnungen am 15. und 16. August 2017.

### Region Nord
| Datum                       |                          | Ergebnis  |                          |
| --------------------------- | ------------------------ | --------- | ------------------------ |
| 15. August 2017, 19:30 WESZ | Ross County U-20         | 2:1       | Forfar Athletic          |
| 15. August 2017, 19:45 WESZ | FC Aberdeen U-20         | 1:0       | FC St. Johnstone U-20    |
| 15. August 2017, 20:00 WESZ | Buckie Thistle           | 2:1       | Brechin City             |
| 15. August 2017, 19:45 WESZ | Dundee United            | 2:0       | FC Cowdenbeath           |
| 15. August 2017, 19:45 WESZ | Dunfermline Athletic     | 2:0       | FC Arbroath              |
| 15. August 2017, 19:45 WESZ | FC East Fife             | 0:2       | FC Peterhead             |
| 15. August 2017, 19:45 WESZ | Formartine United        | 2:3 n. V. | Heart of Midlothian U-20 |
| 15. August 2017, 19:45 WESZ | Hibernian Edinburgh U-20 | 1:2       | Elgin City               |
| 15. August 2017, 19:45 WESZ | Raith Rovers             | 3:0       | Brora Rangers            |
| 15. August 2017, 19:45 WESZ | FC Stenhousemuir         | 0:2       | Cove Rangers             |
| 15. August 2017, 19:45 WESZ | Stirling Albion          | 1:3       | FC Montrose              |
| 16. August 2017, 19:30 WESZ | FC Dundee U-20           | 2:4       | Alloa Athletic           |

### Region Süd
| Datum                       |                          | Ergebnis   |                        |
| --------------------------- | ------------------------ | ---------- | ---------------------- |
| 15. August 2017, 19:45 WESZ | Albion Rovers            | 10:3 (W) 1 | FC Spartans            |
| 15. August 2017, 19:45 WESZ | Annan Athletic           | 3:1        | Celtic Glasgow U-20    |
| 15. August 2017, 19:45 WESZ | FC Clyde                 | 2:3 n. V.  | FC Stranraer           |
| 15. August 2017, 19:45 WESZ | Greenock Morton          | 0:2        | FC Livingston          |
| 15. August 2017, 19:45 WESZ | Hamilton Academical U-20 | 1:0        | Edinburgh City         |
| 15. August 2017, 19:45 WESZ | FC Kilmarnock U-20       | 0:2        | Berwick Rangers        |
| 15. August 2017, 19:45 WESZ | Queen of the South       | 4:0        | Airdrieonians FC       |
| 15. August 2017, 19:45 WESZ | Partick Thistle U-20     | 6:1        | University of Stirling |
| 15. August 2017, 19:45 WESZ | FC St. Mirren            | 2:1        | FC East Kilbride       |
| 16. August 2017, 19:30 WESZ | FC Motherwell U-20       | 2:1        | FC Queen’s Park        |
| 16. August 2017, 19:45 WESZ | FC Dumbarton             | 2:1        | Glasgow Rangers U-20   |
| 16. August 2017, 19:45 WESZ | FC East Stirlingshire    | 1:5        | Ayr United             |

## 2. Runde
Die 2. Runde wurde am 17. August 2017 ausgelost. Ab dieser Runde nahmen die sechs Vereine aus Irland, Nordirland, Wales am Wettbewerb teil. Ausgetragen wurden die Begegnungen am 29. August, sowie zwischen dem 1. und 3. September 2017.
| Datum                         |                          | Ergebnis              |                              |
| ----------------------------- | ------------------------ | --------------------- | ---------------------------- |
| 29. August 2017, 19:45 WESZ   | Ayr United               | 1:1 n. V. (5:6 i. E.) | FC Montrose                  |
| 1. September 2017, 19:45 WESZ | FC Stranraer             | 2:0                   | Partick Thistle U-20         |
| 2. September 2017, 14:30 WESZ | FC Dumbarton             | 2:1 n. V.             | Gap Connah’s Quay            |
| 2. September 2017, 15:00 WESZ | FC Aberdeen U-20         | 2:4                   | Inverness Caledonian Thistle |
| 2. September 2017, 15:00 WESZ | Berwick Rangers          | 0:5                   | Queen of the South           |
| 2. September 2017, 15:00 WESZ | Buckie Thistle           | 0:3                   | Dunfermline Athletic         |
| 2. September 2017, 15:00 WESZ | Crusaders FC             | 3:2                   | FC Motherwell U-20           |
| 2. September 2017, 15:00 WESZ | Dundee United            | 3:1                   | Alloa Athletic               |
| 2. September 2017, 15:00 WESZ | Elgin City               | 2:0                   | Bray Wanderers               |
| 2. September 2017, 15:00 WESZ | Hamilton Academical U-20 | 1:3                   | Cove Rangers                 |
| 2. September 2017, 15:00 WESZ | FC Peterhead             | 2:0                   | Annan Athletic               |
| 2. September 2017, 15:00 WESZ | Raith Rovers             | 4:0                   | Ross County U-20             |
| 2. September 2017, 15:00 WESZ | FC Spartans              | 1:2                   | Linfield FC                  |
| 2. September 2017, 15:00 WESZ | FC St. Mirren            | 3:1                   | Heart of Midlothian U-20     |
| 2. September 2017, 19:45 WESZ | Sligo Rovers             | 1:2                   | FC Falkirk                   |
| 3. September 2017, 14:45 WESZ | The New Saints FC        | 1:1 n. V. (6:5 i. E.) | FC Livingston                |

## Achtelfinale
Das Achtelfinale wurde am 5. September 2017 ausgelost. Ausgetragen wurden die Begegnungen am 6. und 7. Oktober 2017.
| Datum                       |                              | Ergebnis  |                      |
| --------------------------- | ---------------------------- | --------- | -------------------- |
| 6. Oktober 2017, 19:45 WESZ | FC Dumbarton                 | 2:1       | FC Stranraer         |
| 7. Oktober 2017, 15:00 WESZ | Cove Rangers                 | 0:3       | Crusaders FC         |
| 7. Oktober 2017, 15:00 WESZ | FC Falkirk                   | 2:0       | Dunfermline Athletic |
| 7. Oktober 2017, 15:00 WESZ | Inverness Caledonian Thistle | 3:0       | FC Peterhead         |
| 7. Oktober 2017, 15:00 WESZ | FC Montrose                  | 1:3 n. V. | Queen of the South   |
| 7. Oktober 2017, 15:00 WESZ | FC St. Mirren                | 1:3       | Raith Rovers         |
| 7. Oktober 2017, 16:30 WESZ | The New Saints FC            | 4:0       | Elgin City           |
| 7. Oktober 2017, 17:15 WESZ | Dundee United                | 1:0       | Linfield FC          |

## Viertelfinale
Das Viertelfinale wurde am 10. Oktober 2017 ausgelost. Ausgetragen wurden die Begegnungen am 11. und 12. November 2017.
| Datum                        |                              | Ergebnis              |                    |
| ---------------------------- | ---------------------------- | --------------------- | ------------------ |
| 11. November 2017, 13:00 WEZ | Dundee United                | 1:2                   | Crusaders FC       |
| 11. November 2017, 15:00 WEZ | FC Dumbarton                 | 2:0                   | Raith Rovers       |
| 11. November 2017, 17:15 WEZ | Inverness Caledonian Thistle | 1:0                   | FC Falkirk         |
| 12. November 2017, 14:45 WEZ | The New Saints FC            | 0:0 n. V. (4:3 i. E.) | Queen of the South |

## Halbfinale
Das Halbfinale wurde am 14. November 2017 ausgelost. Ausgetragen wurden die Begegnungen am 17. und 18. Februar 2018.
| Datum                       |                              | Ergebnis |              |
| --------------------------- | ---------------------------- | -------- | ------------ |
| 17. Februar 2018, 19:35 WEZ | The New Saints FC            | 1:2      | FC Dumbarton |
| 18. Februar 2018, 17:15 WEZ | Inverness Caledonian Thistle | 3:2      | Crusaders FC |

## Finale
| FC Dumbarton                                           | FC Dumbarton | Inverness Caledonian Thistle | Inverness Caledonian Thistle |
| ------------------------------------------------------ | --- | --- | ---------------------------- |
| FC Dumbarton                                           | \| 24. März 2018 um 16:15 (GMT) in Perth (McDiarmid Park) \| \| Ergebnis: 0:1 (0:0) \| \| Zuschauer: 4.602 \| \| Schiedsrichter: Andrew Dallas \| \| Spielbericht \|                                                                                             | \| 24. März 2018 um 16:15 (GMT) in Perth (McDiarmid Park) \| \| Ergebnis: 0:1 (0:0) \| \| Zuschauer: 4.602 \| \| Schiedsrichter: Andrew Dallas \| \| Spielbericht \|                                                                | Inverness Caledonian Thistle |
| FC Dumbarton                                           | Scott Gallacher – David Smith, Andy Dowie , Craig Barr, Christopher McLaughlin – Calum Gallagher (74. Mark Stewart), Stuart Carswell, Kyle Hutton, Tom Walsh (81. Liam Burt) – Danny Handling, Iain Russell (68. Dimitris Froxylias) Cheftrainer: Stephen Aitken | Mark Ridgers – Collin Seedorf, Gary Warren , Coll Donaldson, Carl Tremarco – Jake Mulraney (70. Aaron Doran), Liam Polworth, Iain Vigurs, Joe Chalmers – George Oakley, Connor Bell (78. Daniel MacKay) Cheftrainer: John Robertson | Inverness Caledonian Thistle |
| FC Dumbarton                                           | 0:1 Carl Tremarco (90.+3) | | Inverness Caledonian Thistle |
| FC Dumbarton                                           | Andy Dowie, Calum Gallagher, Christopher McLaughlin | Coll Donaldson, Carl Tremarco | Inverness Caledonian Thistle |
| 24. März 2018 um 16:15 (GMT) in Perth (McDiarmid Park) | | |                              |
| Ergebnis: 0:1 (0:0)                                    | | |                              |
| Zuschauer: 4.602                                       | | |                              |
| Schiedsrichter: Andrew Dallas                          | | |                              |
| Spielbericht                                           | | |                              |